# Helen Miller Shepard

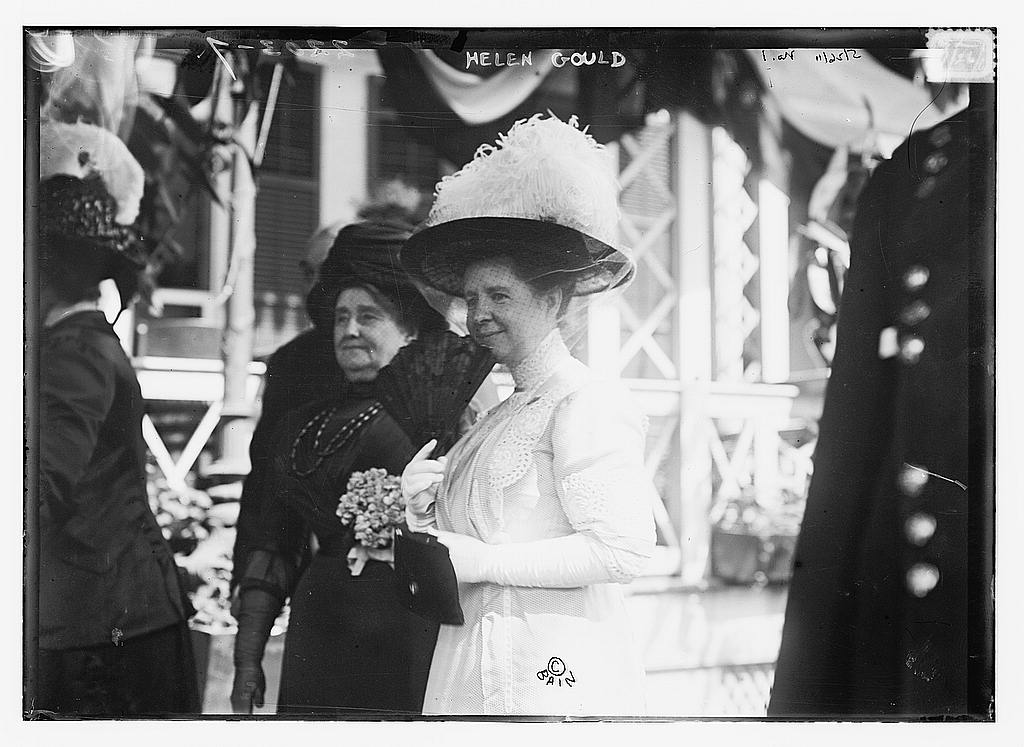
Helen Miller Shepard (Mitte, im weißen Kleid)

Helen Miller Shepard geborene Gould (* 20. Juni 1868 in New York City; † 21. Dezember 1938 in Roxbury) war eine amerikanische Philanthropin.

## Leben
Helen Miller Gould wurde als erste Tochter des Unternehmers Jay Gould und dessen Ehefrau Helen Day Miller (1838–1889) geboren. Sie studierte an der rechtswissenschaftlichen Fakultät der New York University und heiratete 1913 den Eisenbahnmanager Finley Johnson Shepard, mit dem sie in den Folgejahren insgesamt fünf Kinder adoptierte, darunter die beiden Töchter ihres Bruders Frank Gould. 1918 wurden sie und Emma Baker Kennedy die ersten weiblichen Vizepräsidenten der American Bible Society. Nach ihrem Tode wurde sie im Familienmausoleum auf dem New Yorker Woodlawn Cemetery beigesetzt.

## Philanthropische Tätigkeit
Beim Ausbruch des Spanisch-Amerikanischen Krieges spendete Helen Miller Shepard die zu jener Zeit bemerkenswerte Summe von 50.000 Dollar für die Versorgung der Militärlazarette mit medizinischem Material und war auch selbst in der Betreuung verwundeter Soldaten tätig. Sie finanzierte den Bau der Hall of Fame for Great Americans sowie des Bibliotheksgebäudes der New York University und stiftete der ingenieurstechnischen Fakultät 10.000 Dollar. Zahlreiche weitere Einrichtungen und Organisationen, darunter das Rutgers College, die Young Men’s Christian Association und die Young Women’s Christian Association, wurden gleichfalls durch sie gefördert.